# Albéron de Montreuil
Albéron de Montreuil (en allemand : Albero von Munsteroll ou encore : Adalbero, * vers 1080 à Montreuil; † 18 janvier 1152 à Coblence) est archevêque de Trèves de 1131 à sa mort en 1152.

## Biographie
Albéron fait partie de la famille Thicourt-Montreuil. Ses parents sont Gérard de Thicourt-Montreuil et Adélaïde de Dampierre. Il est prévôt de Saint-Arnual (de) à Sarrebruck et de Saint-Gengoult à Toul ainsi que Primicerius à Metz. Il est en outre archidiacre de Metz, Toul et Verdun.

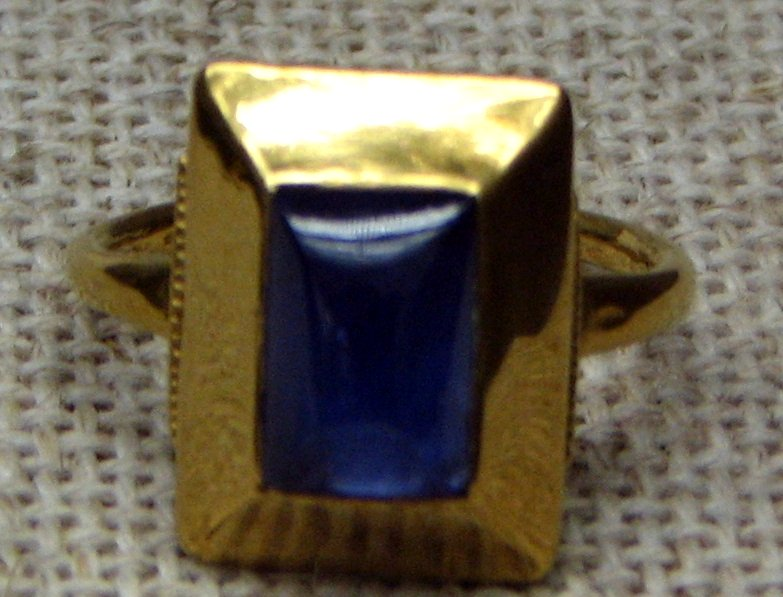
Anneau épiscopal d'Albéron de Montreuil conservé dans le trésor de la Cathédrale Saint-Pierre de Trèves.

Après la mort de l'archevêque de Trèves, Meginher (de), il est désigné comme son successeur, et il est consacré évêque entre le 27 février et le 7 mars 1132 à Vienne. Il est mentionné deux fois à la cour de l'Empereur Lothaire (mars 1135 à Bamberg et au passage de l'an 1135 à 36 à Spire). Il l'accompagne dans sa campagne d'Italie et défend les intérêts du Pape. Il est de ce fait nommé légat du pape dans les archevêchés de Trèves, Mayence, Cologne, Saltzbourg, Brème et Magdebourg en 1137. Dans les querelles de succession qui font suite à la mort sans descendant de Henri V en 1125, Albéron devenu archevêque s'allie avec un groupe de princes pour élire roi Conrad III de Hohenstaufen en 1138 à Coblence. Puisque le siège archiépiscopal de Mayence est vacant et que l'archevêque de Cologne n'est pas encore consacré, Albéron est nommé par le Pape Innocent II pour présider à l'élection. C'est finalement Henri le Superbe, puissant prince de l'Empire, qui le supplante. Conrad réussira néanmoins assez vite à obtenir l'adhésion à sa royauté de princes qui n'auront pas participé à l'élection de Coblence.
Puisqu'il avait été de ses partisans, Albéron avait de bonnes relations avec le roi, qui de fait lui portait la plus haute estime et l'appelait « la force et l'âme du Royaume » (eum regni videbat robur et mentem existere). Cependant, on ne sait pas s'il a joué un rôle de premier plan dans le conseil du roi.
Peu de temps après sa prise de fonction, il essaie de réformer l'abbaye Saint-Maximin. En 1139, il demande à Conrad III l'abbaye, comme une récompense pour son soutien à son élection de 1138. Mais les bénédictins obtiennent du pape la confirmation de leur exemption en 1140 ; Saint Bernard fait revenir le pape sur sa décision, mais les bénédictins parviennent à faire appel, et ce n'est qu'en 1147 que le monastère reviendra à l'archevêque.
Albéron soutient les prémontrés, les cisterciens et les chanoines augustiniens (il consacre l'église du couvent de Springiersbach en 1135) ; il se forge ainsi une solide réputation de réformateur, et compte parmi ses amis Norbert de Xanten et Bernard de Clairvaux.
Le pape Eugène III lui rend visite à Trèves pendant l'hiver 1147-1148 ; à cette occasion aura lieu la consécration de l'église Saint-Euchaire, sur les lieux de la vénération de ce premier évêque de Trèves.
Il s'occupe du diocèse de Metz pendant l'absence d'Étienne de Bar, qui participe à la deuxième croisade.

### Sources anciennes
Les sources de sa biographie sont principalement deux biographies contemporaines : 
- des Gesta metrica anonymes qui rapportent ses faits et gestes du début de son pontificat jusqu'en 1145 ;
- et la Vita écrite par Balderich[5], qui mérite la considération des historiens en ce qu'elle évite les topoi et rapporte quelques traits individuels.
  - (la) « Gesta Alberonis archiepiscopi auctore Balderico », dans Georg Heinrich Pertz et al. (éd), Scriptores (in Folio) 8: Chronica et gesta aevi Salici, Hanovre, 1848 (lire en ligne), p. 243–260